# (Yuniol)2
(Yuniol)2, (a veces escrita Yuniol 2 o Yuniol) es una película dramática dominicana dirigida por Alfonso Rodríguez y protagonizada por Shalim Ortiz, Frank Perozo, Charytín Goico y Milly Quezada. La película fue estrenada el 19 de abril de 2007.
"Yuniol 2" es un drama urbano con un enfoque social, de gran contenido social.

## Argumento
Gracias a una beca, Juan Pérez García alias "Yuniol" (Shalim Ortiz) tiene la oportunidad de estudiar en la misma Universidad que Juan Ríos de la Piedra (Frank Perozo), a quien sus allegados llaman "Junior". Uno nació en cuna de oro, el otro en un peligroso barrio de la parte alta de la ciudad. Uno es heredero de una de las más importantes empresas del país, el otro es nieto de uno de sus empleados.
La más prestigiosa Universidad de Santo Domingo, recibe la tradicional invitación que hace una de las más prestigiosas de los Estados Unidos, de recibir cinco estudiantes para la realización de posgrado. Los aspirantes deben pasar con la nota máxima el examen de admisión de la Universidad extranjera. La Universidad local prepara un examen de preparatoria el cual todos reprueban, todos menos uno: Yuniol, más conocido como "el becado". La psico-rígida madre de Junior (Charytín Goico), acude a Yuniol para que ayude a su hijo en el examen y le invita a pasarse una semana en la acaudalada mansión. 
Tantas cosas suceden que antes de que transcurra este tiempo ambos terminan viviendo en el barrio, en la humilde casa de Yuniol y su madre "Tata" (Milly Quezada)... Es allí donde las cosas verdaderamente se complican.

## Nominaciones y premios
Nominaciones/Premios: Casandra 2008 como Mejor Producción Cinematográfica Dominicana, Mejor Director (Alfonso Rodríguez), Mejor Actriz (Milly Quezada) y Mejor Actor (Frank Perozo). Postulada para los Premios Goya 2008.

## Elenco
- Shalim Ortiz - Juan Pérez García "Yuniol"
- Frank Perozo - Juan Ríos de la Piedra "Junior"
- Charytín Goico - Aurora
- Milly Quezada - "Tata"
- Cuquín Victoria - Alberto
- Nashla Bogaert - Carmen
- Hemky Madera - Pepe
- René Castillo - "Yeyo"
- Sharlene Taule - Larissa
- Miguel Alcántara - "El Tomblin"
- Danilo Reynoso - "El Grande Liga"
- Grecia Berrido - María´
- Bety Geronimo - Dilicia (el cuero)

## Lista de Referencias
1. 1 2  «(YUNIOL)2, 2007». Cinema Dominicano. Consultado el 6 de diciembre de 2016.
2. ↑  «Yuniol, una película de gran contenido social». Hoy Digital. 18 de abril de 2007. Consultado el 6 de diciembre de 2016.